# WTA Finals
WTA Finals (trước đây gọi là WTA Tour Championships hay WTA Championships) là một giải đấu dành cho 8 tay vợt nữ và 8 đội đôi nữ xuất sắc nhất của năm do Hiệp hội Quần vợt Nữ (WTA) tổ chức thường niên vào cuối mùa giải. Kể từ năm 2003, đã có 8 tay vợt (ở nội dung đơn) và 8 đội (ở nội dung đôi) được chia thành hai bảng thi đấu vòng tròn tính điểm.
WTA Finals có số tiền thưởng và điểm xếp hạng lớn nhất sau các giải Grand Slam. Tay vợt thành công nhất là Martina Navratilova, người đã giành được 8 danh hiệu đơn và 13 danh hiệu đôi.

## Giải đấu

### Lịch sử
Giải đấu được tổ chức lần đầu tiên vào tháng 10 năm 1972 tại Boca Raton, Florida (Mỹ) như một sự kiện leo núi ở cuối chuỗi các giải đấu do Virginia Slims tài trợ, được gọi là Virginia Slims Circuit. Từ năm 1972 đến năm 1974, sự kiện được tổ chức vào tháng 10, trước khi chuyển sang tháng 3 từ năm 1975 đến năm 1986. Sau đó, WTA quyết định áp dụng mùa thi đấu từ tháng 1 đến tháng 11 và do đó sự kiện được chuyển sang tổ chức vào cuối mỗi năm. Kết quả là, có hai chức vô địch được tổ chức vào năm 1986.
Giái đấu được tổ chức tại Los Angeles (Californi), Hoa Kỳ) từ năm 1974 đến năm 1976 trước khi chuyển đến Madison Square Garden (MSG) ở thành phố New York (Hoa Kỳ) vào năm 1977. Ngoại trừ một năm chuyển đến Oakland, California vào năm 1978, các chức vô địch vẫn ở MSG cho đến năm 2000. Sự kiện sau đó được chuyển đến Munich (Đức) vào năm 2001. Gần đây, nó được chuyển trở lại Los Angeles từ năm 2002 đến năm 2005. Giải đấu năm 2006 và 2007 được tổ chức tại Madrid (Tây Ban Nha). Doha (Qatar) đăng cai tổ chức giải từ năm 2008 đến năm 2010 trước khi chuyển cho Istanbul (Thổ Nhĩ Kỳ), nơi đăng cai giải từ năm 2011 đến năm 2013. Để được đăng cai giải trong 5 năm (2014–2018), nhiều thành phố đã bày tỏ sự quan tâm; đến năm 2013, Singapore được chọn là thành phố đăng cai. Năm 2018, WTA thông báo thành phố đăng cai mới từ năm 2019 đến năm 2028 sẽ là Thâm Quyến, Trung Quốc; tuy nhiên sự kiện năm 2020 đã bị hủy bỏ và sự kiện năm 2021 được chuyển đến Guadalajara, Mexico do đại dịch COVID-19 và hạn chế đi lại liên quan đến đại dịch. Vào tháng 12 năm 2021, WTA thông báo "đình chỉ ngay lập tức tất cả các giải đấu của WTA ở Trung Quốc, bao gồm cả Hồng Kông", do lo ngại về việc Chính phủ Trung Quốc đối xử với tay vợt Peng Shuai sau khi cô cáo buộc lãnh đạo Đảng Cộng sản hàng đầu tấn công tình dục.

### Thể thức
Từ năm 1984 đến năm 1998, trận chung kết của giải thi đấu theo thể thức 5 set thắng 3, trở thành giải duy nhất trong WTA Tour thi đấu theo thể thức 5 set. Đây là lần đầu tiên kể từ Giải vô địch quốc gia Hoa Kỳ năm 1901, thể thức 5 set được sử dụng trong các trận đấu của nữ. Năm 1999, trận chung kết giải quay về thể thức 3 set thắng 2. Từ năm 1974 cho đến năm 1982, cuộc bốc thăm đôi bao gồm 4 đội; sau đó từ năm 1983 đến năm 2002 số lần bốc thăm tăng lên 8 đội; đã giảm xuống còn 4 đội cho đến năm 2013 và từ phiên bản 2014 trở đi, nó đã được tạo thành 8 đội. Từ lần đầu tiên ra đời vào năm 1973 cho đến năm 2018, trận hòa đôi được diễn ra theo thể thức loại trực tiếp. Trong năm 2015 và từ năm 2019 đến nay, lễ bốc thăm chia đôi được diễn ra theo thể thức vòng tròn một lượt.
Các tay vợt và đội đủ điều kiện tham gia thi đấu theo thể thức vòng tròn tính điểm theo thể thức hai bảng 4 người. Đội chiến thắng và á quân của mỗi bảng tiến vào bán kết. Những người chiến thắng trong trận bán kết tiến tới trận chung kết, nơi họ cạnh tranh cho danh hiệu.

### Vòng loại
Để đủ điều kiện tham dự WTA Finals, các tay vợt WTA thi đấu suốt năm tại hơn 53 giải đấu WTA Tour trên khắp thế giới cũng như 4 giải Grand Slam. Tay vợt kiếm được điểm xếp hạng trên Bảng xếp hạng Race to WTA Finals và 7 tay vợt đơn hàng đầu (và thường là top 8) và 8 đội đôi hàng đầu trên BXH này vào cuối năm (tính đến thứ 2 sau giải đấu cuối cùng của mùa giải) giành quyền thi đấu trong WTA Finals. Đối với nội dung đơn, tất cả kết quả của năm đó được tính vào thứ hạng của tay vợt. Vị trí thứ 8 trong nội dung đơn không được đảm bảo một suất WTA Finals vì WTA có một số thời hạn theo các quy tắc của WTA.
Ở nội dung đơn, tổng điểm được tính bằng cách kết hợp tổng điểm từ 16 giải đấu (ngoại trừ các giải đấu ITF và WTA 125). Trong số 16 giải đấu này, kết quả của một tay vợt: từ 4 giải Grand Slam, 4 giải WTA 1000 với 1000 điểm cho nhà vô địch và (đối với những tay vợt đã chơi chính hòa ít nhất trong 2 giải đấu như vậy) kết quả tốt nhất từ hai Phải bao gồm các giải đấu WTA 1000 với 900 điểm tối đa cũng như điểm từ 6 giải đấu có thể đếm được khác. Ở nội dung đôi, tổng điểm được tính bằng bất kỳ sự kết hợp nào của 11 giải đấu trong suốt cả năm, không tuân theo quy tắc bắt buộc của các giải đấu cấp Grand Slam hoặc Premier như đối với đánh đơn.

### Địa điểm qua các năm
| Năm       | Thành phố    | Quốc gia    | Địa điểm                                        | Mặt sân | Sức chứa |
| --------- | ------------ | ----------- | ----------------------------------------------- | ------- | -------- |
| 1972–1973 | Boca Raton   | Hoa Kỳ      | Boca Raton Hotel & Club                         | Đất sét |          |
| 1974–1976 | Los Angeles  | Hoa Kỳ      | Los Angeles Memorial Sports Arena               | Thảm    | 14.800   |
| 1977      | TP. New York | Hoa Kỳ      | Madison Square Garden                           | Thảm    | 18.000   |
| 1978      | Oakland      | Hoa Kỳ      | Oakland Arena                                   | Thảm    | 13.200   |
| 1979–2000 | TP. New York | Hoa Kỳ      | Madison Square Garden                           | Thảm    | 18.000   |
| 2001      | Munich       | Đức         | Olympiahalle                                    | Cứng    | 12.000   |
| 2002–2005 | Los Angeles  | Hoa Kỳ      | Staples Center                                  | Cứng    | 17.000   |
| 2006–2007 | Madrid       | Tây Ban Nha | Madrid Arena                                    | Cứng    | 10.500   |
| 2008–2010 | Doha         | Qatar       | Khalifa International Tennis and Squash Complex | Cứng    | 6.911    |
| 2011–2013 | Istanbul     | Thổ Nhĩ Kỳ  | Sinan Erdem Dome                                | Cứng    | 16.410   |
| 2014–2018 | Singapore    | Singapore   | Sân vận động trong nhà Singapore                | Cứng    | 10.000   |
| 2019      | Thâm Quyến   | Trung Quốc  | Shenzhen Bay Sports Center                      | Cứng    | 12.000   |
| 2021      | Guadalajara  | México      | Panamerican Tennis Center                       | Cứng    | 6.639    |
| 2022      | Fort Worth   | Hoa Kỳ      | Dickies Arena                                   | Cứng    | 14.000   |

## Điểm, tiền thưởng và cúp vô địch
Tổng tiền thưởng cho WTA Finals 2021 là 5.000.000 USD.
| Vòng                                                                 | Tiền thưởng                                                  | Tiền thưởng                                                 | Điểm     |
| Vòng                                                                 | Đơn                                                          | Đôi2                                                        | Điểm     |
| -------------------------------------------------------------------- | ------------------------------------------------------------ | ----------------------------------------------------------- | -------- |
| Vô địch                                                              | RR1 + 1.240.000 USD                                          | RR1 + 250.000 USD                                           | RR + 750 |
| Á quân                                                               | RR + 420.000 USD                                             | RR + 80.000 USD                                             | RR + 330 |
| Bán kết                                                              | RR + 30.000 USD                                              | RR + 0                                                      | RR       |
| Mỗi trận thắng vòng bảng                                             | 110.000 USD                                                  | 20.000 USD                                                  | 250      |
| Mỗi trận thua vòng bảng                                              |                                                              |                                                             | 125      |
| Tham dự                                                              | 3 trận = 110.000 USD 2 trận = 90.000 USD 1 trận = 70.000 USD | 3 trận = 50.000 USD 2 trận = 40.000 USD 1 trận = 30.000 USD |          |
| Thay thế                                                             | 2 trận = 80.000 USD 1 trận = 60.000 USD 0 trận = 40.000 USD  |                                                             |          |
| 1 RR có nghĩa là số tiền thưởng hoặc số điểm giành được ở vòng bảng. |                                                              |                                                             |          |

* 2 Tiền thưởng của nội dung đôi là mỗi đội.
* Một nhà vô địch bất bại (toàn thắng) sẽ giành được tối đa 1500 điểm và 1.680.000 USD (ở nội dung đơn) hoặc 360.000 USD tiền thưởng (ở nội dung đôi).
Kể từ năm 2014, các nhà vô địch ở nội dung đơn và nội dung đôi của giải đấu lần lượt nhận cúp Billie Jean King và Martina Navratilova.

## Các nhà vô địch

### Nội dung đơn
| Năm         | Vô địch                       | Á quân                      | Tỷ số                       |
| ----------- | ----------------------------- | --------------------------- | --------------------------- |
| 1972        | Chris Evert (1/4)             | Kerry Melville              | 7–5, 6–4                    |
| 1973        | Chris Evert (2/4)             | Nancy Richey Gunter         | 6–3, 6–3                    |
| 1974        | Evonne Goolagong Cawley (1/2) | Chris Evert                 | 6–3, 6–4                    |
| 1975        | Chris Evert (3/4)             | Martina Navratilova         | 6–4, 6–2                    |
| 1976        | Evonne Goolagong Cawley (2/2) | Chris Evert                 | 6–3, 5–7, 6–3               |
| 1977        | Chris Evert (4/4)             | Sue Barker                  | 2–6, 6–1, 6–1               |
| 1978        | Martina Navratilova (1/8)     | Evonne Goolagong Cawley     | 7–6(7–2), 6–4               |
| 1979        | Martina Navratilova (2/8)     | Tracy Austin                | 6–3, 3–6, 6–2               |
| 1980        | Tracy Austin                  | Martina Navratilova         | 6–2, 2–6, 6–2               |
| 1981        | Martina Navratilova (3/8)     | Andrea Jaeger               | 6–3, 7–6(7–3)               |
| 1982        | Sylvia Hanika                 | Martina Navratilova         | 1–6, 6–3, 6–4               |
| 1983        | Martina Navratilova (4/8)     | Chris Evert                 | 6–2, 6–0                    |
| 1984        | Martina Navratilova (5/8)     | Chris Evert                 | 6–3, 7–5, 6–1               |
| 1985        | Martina Navratilova (6/8)     | Helena Suková               | 6–3, 7–5, 6–4               |
| 1986 (Mar.) | Martina Navratilova (7/8)     | Hana Mandlíková             | 6–2, 6–0, 3–6, 6–1          |
| 1986 (Nov.) | Martina Navratilova (8/8)     | Steffi Graf                 | 7–6(8–6), 6–3, 6–2          |
| 1987        | Steffi Graf (1/5)             | Gabriela Sabatini           | 4–6, 6–4, 6–0, 6–4          |
| 1988        | Gabriela Sabatini (1/2)       | Pam Shriver                 | 7–5, 6–2, 6–2               |
| 1989        | Steffi Graf (2/5)             | Martina Navratilova         | 6–4, 7–5, 2–6, 6–2          |
| 1990        | Monica Seles (1/3)            | Gabriela Sabatini           | 6–4, 5–7, 3–6, 6–4, 6–2     |
| 1991        | Monica Seles (2/3)            | Martina Navratilova         | 6–4, 3–6, 7–5, 6–0          |
| 1992        | Monica Seles (3/3)            | Martina Navratilova         | 7–5, 6–3, 6–1               |
| 1993        | Steffi Graf (3/5)             | Arantxa Sánchez Vicario     | 6–1, 6–4, 3–6, 6–1          |
| 1994        | Gabriela Sabatini (2/2)       | Lindsay Davenport           | 6–3, 6–2, 6–4               |
| 1995        | Steffi Graf (4/5)             | Anke Huber                  | 6–1, 2–6, 6–1, 4–6, 6–3     |
| 1996        | Steffi Graf (5/5)             | Martina Hingis              | 6–3, 4–6, 6–0, 4–6, 6–0     |
| 1997        | Jana Novotná                  | Mary Pierce                 | 7–6(7–4), 6–2, 6–3          |
| 1998        | Martina Hingis (1/2)          | Lindsay Davenport           | 7–5, 6–4, 4–6, 6–2          |
| 1999        | Lindsay Davenport             | Martina Hingis              | 6–4, 6–2                    |
| 2000        | Martina Hingis (2/2)          | Monica Seles                | 6–7(5–7), 6–4, 6–4          |
| 2001        | Serena Williams (1/5)         | Lindsay Davenport           | walkover                    |
| 2002        | Kim Clijsters (1/3)           | Serena Williams             | 7–5, 6–3                    |
| 2003        | Kim Clijsters (2/3)           | Amélie Mauresmo             | 6–2, 6–0                    |
| 2004        | Maria Sharapova               | Serena Williams             | 4–6, 6–2, 6–4               |
| 2005        | Amélie Mauresmo               | Mary Pierce                 | 5–7, 7–6(7–3), 6–4          |
| 2006        | Justine Henin (1/2)           | Amélie Mauresmo             | 6–4, 6–3                    |
| 2007        | Justine Henin (2/2)           | Maria Sharapova             | 5–7, 7–5, 6–3               |
| 2008        | Venus Williams                | Vera Zvonareva              | 6–7(5–7), 6–0, 6–2          |
| 2009        | Serena Williams (2/5)         | Venus Williams              | 6–2, 7–6(7–4)               |
| 2010        | Kim Clijsters (3/3)           | Caroline Wozniacki          | 6–3, 5–7, 6–3               |
| 2011        | Petra Kvitová                 | Victoria Azarenka           | 7–5, 4–6, 6–3               |
| 2012        | Serena Williams (3/5)         | Maria Sharapova             | 6–4, 6–3                    |
| 2013        | Serena Williams (4/5)         | Li Na                       | 2–6, 6–3, 6–0               |
| 2014        | Serena Williams (5/5)         | Simona Halep                | 6–3, 6–0                    |
| 2015        | Agnieszka Radwańska           | Petra Kvitová               | 6–2, 4–6, 6–3               |
| 2016        | Dominika Cibulková            | Angelique Kerber            | 6–3, 6–4                    |
| 2017        | Caroline Wozniacki            | Venus Williams              | 6–4, 6–4                    |
| 2018        | Elina Svitolina               | Sloane Stephens             | 3–6, 6–2, 6–2               |
| 2019        | Ashleigh Barty                | Elina Svitolina             | 6–4, 6–3                    |
| 2020        | Bị hủy do Đại dịch COVID-19   | Bị hủy do Đại dịch COVID-19 | Bị hủy do Đại dịch COVID-19 |
| 2021        | Garbiñe Muguruza              | Anett Kontaveit             | 6–3, 7–5                    |

### Nội dung đôi
| Năm         | Vô địch                                            | Á quân                                 | Tỷ số                       |
| ----------- | -------------------------------------------------- | -------------------------------------- | --------------------------- |
| 1972        | Không tổ chức đánh đôi                             | Không tổ chức đánh đôi                 | Không tổ chức đánh đôi      |
| 1973        | Rosemary Casals (1/2) Margaret Court (1/2)         | Françoise Dürr Betty Stöve             | 6–2, 6–4                    |
| 1974        | Rosemary Casals (2/2) Billie Jean King (1/4)       | Françoise Dürr Betty Stöve             | 6–1, 6–7(2–7), 7–5          |
| 1975        | Margaret Court (2/2) Virginia Wade                 | Rosemary Casals Billie Jean King       | 6–7(2–7), 7–6(7–2), 6–2     |
| 1976        | Billie Jean King (2/4) Betty Stöve (1/3)           | Mona Guerrant Ann Kiyomura             | 6–3, 6–2                    |
| 1977        | Martina Navratilova(1/13) Betty Stöve (2/3)        | Françoise Dürr Virginia Wade           | 7–5, 6–3                    |
| 1978        | Billie Jean King (3/4) Martina Navratilova (2/13)  | Françoise Dürr Virginia Wade           | 6–4, 6–4                    |
| 1979        | Françoise Dürr Betty Stöve (3/3)                   | Sue Barker Ann Kiyomura                | 7–6, 7–6                    |
| 1980        | Billie Jean King (4/4) Martina Navratilova (3/13)  | Rosemary Casals Wendy Turnbull         | 6–3, 4–6, 6–3               |
| 1981        | Martina Navratilova(4/13) Pam Shriver(1/10)        | Barbara Potter Sharon Walsh            | 6–0, 7–6(8–6)               |
| 1982        | Martina Navratilova (5/13) Pam Shriver (2/10)      | Kathy Jordan Anne Smith                | 6–4, 6–3                    |
| 1983        | Martina Navratilova (6/13) Pam Shriver (3/10)      | Claudia Kohde-Kilsch Eva Pfaff         | 7–5, 6–2                    |
| 1984        | Martina Navratilova (7/13) Pam Shriver (4/10)      | Jo Durie Ann Kiyomura                  | 6–3, 6–1                    |
| 1985        | Martina Navratilova (8/13) Pam Shriver (5/10)      | Claudia Kohde-Kilsch Helena Suková     | 6–7(4–7), 6–4, 7–6(7–5)     |
| 1986 (Mar.) | Hana Mandlíková Wendy Turnbull                     | Claudia Kohde-Kilsch Helena Suková     | 6–4, 6–7(4–7), 6–3          |
| 1986 (Nov.) | Martina Navratilova (9/13) Pam Shriver (6/10)      | Claudia Kohde-Kilsch Helena Suková     | 7–6(7–1), 6–3               |
| 1987        | Martina Navratilova (10/13) Pam Shriver (7/10)     | Claudia Kohde-Kilsch Helena Suková     | 6–1, 6–1                    |
| 1988        | Martina Navratilova (11/13) Pam Shriver (8/10)     | Larisa Savchenko Natalia Zvereva       | 6–3, 6–4                    |
| 1989        | Martina Navratilova (12/13) Pam Shriver (9/10)     | Larisa Savchenko Natalia Zvereva       | 6–3, 6–2                    |
| 1990        | Kathy Jordan Elizabeth Smylie                      | Mercedes Paz Arantxa Sánchez Vicario   | 7–6(7–4), 6–4               |
| 1991        | Martina Navratilova (13/13) Pam Shriver (10/10)    | Gigi Fernández Jana Novotná            | 4–6, 7–5, 6–4               |
| 1992        | Arantxa Sánchez Vicario (1/2) Helena Suková        | Jana Novotná Larisa Savchenko Neiland  | 7–6(7–4), 6–1               |
| 1993        | Gigi Fernández (1/2) Natalia Zvereva (1/3)         | Jana Novotná Larisa Neiland            | 6–3, 7–5                    |
| 1994        | Gigi Fernández (2/2) Natasha Zvereva (2/3)         | Jana Novotná Arantxa Sánchez Vicario   | 6–3, 6–7(4–7), 6–3          |
| 1995        | Jana Novotná (1/2) Arantxa Sánchez Vicario (2/2)   | Gigi Fernández Natasha Zvereva         | 6–2, 6–1                    |
| 1996        | Lindsay Davenport (1/3) Mary Joe Fernández         | Jana Novotná Arantxa Sánchez Vicario   | 6–3, 6–2                    |
| 1997        | Lindsay Davenport (2/3) Jana Novotná (2/2)         | Alexandra Fusai Nathalie Tauziat       | 6–7(5–7), 6–3, 6–2          |
| 1998        | Lindsay Davenport (3/3) Natasha Zvereva (3/3)      | Alexandra Fusai Nathalie Tauziat       | 6–7(6–8), 7–5, 6–3          |
| 1999        | Martina Hingis (1/3) Anna Kournikova (1/2)         | Arantxa Sánchez Vicario Larisa Neiland | 6–4, 6–4                    |
| 2000        | Martina Hingis (2/3) Anna Kournikova (2/2)         | Nicole Arendt Manon Bollegraf          | 6–2, 6–3                    |
| 2001        | Lisa Raymond (1/4) Rennae Stubbs                   | Cara Black Elena Likhovtseva           | 7–5, 3–6, 6–3               |
| 2002        | Elena Dementieva Janette Husárová                  | Cara Black Elena Likhovtseva           | 4–6, 6–4, 6–3               |
| 2003        | Virginia Ruano Pascual Paola Suárez                | Kim Clijsters Ai Sugiyama              | 6–4, 3–6, 6–3               |
| 2004        | Nadia Petrova (1/2) Meghann Shaughnessy            | Cara Black Rennae Stubbs               | 7–5, 6–2                    |
| 2005        | Lisa Raymond (2/4) Samantha Stosur (1/2)           | Cara Black Rennae Stubbs               | 6–7(5–7), 7–5, 6–4          |
| 2006        | Lisa Raymond (3/4) Samantha Stosur (2/2)           | Cara Black Rennae Stubbs               | 3–6, 6–3, 6–3               |
| 2007        | Cara Black (1/3) Liezel Huber (1/3)                | Katarina Srebotnik Ai Sugiyama         | 5–7, 6–3, [10–8]            |
| 2008        | Cara Black (2/3) Liezel Huber (2/3)                | Květa Peschke Rennae Stubbs            | 6–1, 7–5                    |
| 2009        | Nuria Llagostera Vives María José Martínez Sánchez | Cara Black Liezel Huber                | 7–6(7–0), 5–7, [10–7]       |
| 2010        | Gisela Dulko Flavia Pennetta                       | Květa Peschke Katarina Srebotnik       | 7–5, 6–4                    |
| 2011        | Liezel Huber (3/3) Lisa Raymond (4/4)              | Květa Peschke Katarina Srebotnik       | 6–4, 6–4                    |
| 2012        | Maria Kirilenko Nadia Petrova (2/2)                | Andrea Hlaváčková Lucie Hradecká       | 6–1, 6–4                    |
| 2013        | Hsieh Su-wei Peng Shuai                            | Ekaterina Makarova Elena Vesnina       | 6–4, 7–5                    |
| 2014        | Cara Black (3/3) Sania Mirza (1/2)                 | Hsieh Su-wei Peng Shuai                | 6–1, 6–0                    |
| 2015        | Martina Hingis (3/3) Sania Mirza (2/2)             | Garbiñe Muguruza Carla Suárez Navarro  | 6–0, 6–3                    |
| 2016        | Ekaterina Makarova Elena Vesnina                   | Bethanie Mattek-Sands Lucie Šafářová   | 7–6(7–5), 6–3               |
| 2017        | Tímea Babos (1/3) Andrea Hlaváčková                | Kiki Bertens Johanna Larsson           | 4–6, 6–4, [10–5]            |
| 2018        | Tímea Babos (2/3) Kristina Mladenovic (1/2)        | Barbora Krejčíková Kateřina Siniaková  | 6–4, 7–5                    |
| 2019        | Tímea Babos (3/3) Kristina Mladenovic (2/2)        | Hsieh Su-wei Barbora Strýcová          | 6–1, 6–3                    |
| 2020        | Bị hủy do Đại dịch COVID-19                        | Bị hủy do Đại dịch COVID-19            | Bị hủy do Đại dịch COVID-19 |
| 2021        | Barbora Krejčíková Kateřina Siniaková              | Hsieh Su-wei Elise Mertens             | 6–3, 6–4                    |

## Các quốc gia có tay vợt vào chung kết

### Nội dung đơn
| Số lần vô địch | Quốc gia               | Năm vô địch                                                                                          | Năm á quân |
| -------------- | ---------------------- | --- | --- |
| 17             | Hoa Kỳ                 | 1972, 1973, 1975, 1977, 1980, 1983, 1984, 1985, 1986, 1986, 1999, 2001, 2008, 2009, 2012, 2013, 2014 | 1973, 1974, 1976, 1979, 1981, 1982, 1983, 1984, 1988, 1989, 1991, 1992, 1994, 1998, 2000, 2001, 2002, 2004, 2009, 2017, 2018 |
| 6              | Đức                    | 1982, 1987, 1989, 1993, 1995, 1996                                                                   | 1986, 1995, 2016 |
| 5              | Tiệp Khắc/Cộng hòa Séc | 1978, 1979, 1981, 1997, 2011                                                                         | 1975, 1980, 1985, 1986, 2015                                                                                                 |
| 5              | Bỉ                     | 2002, 2003, 2006, 2007, 2010                                                                         | |
| 3              | Úc                     | 1974, 1976, 2019                                                                                     | 1972, 1978 |
| 3              | Nam Tư/ Serbia         | 1990, 1991, 1992                                                                                     | |
| 2              | Argentina              | 1988, 1994                                                                                           | 1987, 1990 |
| 2              | Thụy Sĩ                | 1998, 2000                                                                                           | 1996, 1999 |
| 1              | Pháp                   | 2005                                                                                                 | 1997, 2003, 2005, 2006 |
| 1              | Nga                    | 2004                                                                                                 | 2007, 2008, 2012 |
| 1              | Đan Mạch               | 2017                                                                                                 | 2010 |
| 1              | Ukraina                | 2018                                                                                                 | 2019 |
| 1              | Tây Ban Nha            | 2021                                                                                                 | 1993 |
| 1              | Ba Lan                 | 2015                                                                                                 | |
| 1              | Slovakia               | 2016                                                                                                 | |
| 0              | Anh Quốc               | | 1977 |
| 0              | Belarus                | 2011                                                                                                 | |
| 0              | Trung Quốc             | 2013                                                                                                 | |
| 0              | România                | 2014                                                                                                 | |
| 0              | Estonia                | 2021                                                                                                 | |

1. 1 2  In 1986 the WTA adopted a January–November playing season, thereby the event switched to being held at the end of each year. Consequently, there were two championships held in 1986. First edition was played in March.[13]
2. 1 2  Second edition was played in November.

## Vô địch 2 và 3 giải đấu cuối năm
Vô địch 2 hoặc 3 trong số 4 giải đấu cuối năm kể từ khi nó được hình thành vào năm 1972: WTA Championships/Finals, Series-Ending Championships, Grand Slam Cup, WTA Tournament of Champions/Elite Trophy.

### Vô địch ở nội dung đơn và nội dung đôi
Vô địch giải đấu cuối năm ở cả nội dung đơn và nội dung đôi trong cùng một năm.
| Tay vợt               | Số lần | Năm vô địch                        |
| --------------------- | ------ | ---------------------------------- |
| / Martina Navratilova | 6      | 1978, 1981, 1983, 1984, 1985, 1986 |
| Jana Novotná          | 1      | 1997                               |
| Martina Hingis        | 1      | 2000                               |

### 3 giải cuối năm
| STT | Tay vợt        | WTA Championships/Finals | Grand Slam Cup | WTA Elite Trophy |
| --- | -------------- | ------------------------ | -------------- | ---------------- |
| 1   | Venus Williams | 2008                     | 1998           | 2015             |

### WTA Championships và Series-Ending Championships
| STT | Tay vợt             | WTA Championships/Finals | Series-Ending Championships |
| --- | ------------------- | ------------------------ | --------------------------- |
| 1   | Chris Evert         | 1972                     | 1977                        |
| 2   | Martina Navratilova | 1978                     | 1979                        |
| 3   | Tracy Austin        | 1980                     | 1980                        |

### WTA Championships và Grand Slam Cup
| STT | Tay vợt         | WTA Championships/Finals | Grand Slam Cup |
| --- | --------------- | ------------------------ | -------------- |
| 1   | Serena Williams | 2001                     | 1999           |
| 2   | Venus Williams* | 2008                     | 1998           |

* she later completed a Y-EC Triple.

### WTA Championships và WTA Elite Trophy Double
| STT | Tay vợt         | WTA Championships/Finals | WTA Elite Trophy |
| --- | --------------- | ------------------------ | ---------------- |
| 1   | Venus Williams* | 2008                     | 2015             |
| 2   | Petra Kvitová   | 2011                     | 2016             |
| 3   | Ashleigh Barty  | 2019                     | 2018             |

* Vô địch WTA Elite Trophy 2015, tay vợt đã hoàn thành 3 giải Y-EC.

### Grand Slam Cup và WTA Elite Trophy
| # | Player          | Grand Slam Cup | WTA Elite Trophy |
| - | --------------- | -------------- | ---------------- |
| 1 | Venus Williams* | 1998           | 2015             |

* Vô địch WTA Elite Trophy 2015, tay vợt đã hoàn thành 3 giải Y-EC.

## Các nhà tài trợ
Sự kiện đã có hơn 40 năm lịch sử tài trợ với các trận chung kết được đặt tên theo tên của nhà tài trợ.
| Năm       | Nhà tài trợ                          | Tên giải đấu                                            | Chú thích |
| --------- | ------------------------------------ | ------------------------------------------------------- | --------- |
| 1972–1978 | Virginia Slims                       | Virginia Slims Championships                            |           |
| 1979–1982 | Avon                                 | Avon Championships                                      |           |
| 1983–1994 | Virginia Slims                       | Virginia Slims Championships                            |           |
| 1995      | None                                 | WTA Tour Championships                                  |           |
| 1996–2000 | Chase                                | Chase Championships                                     |           |
| 2001      | Sanex                                | Sanex Championships                                     |           |
| 2002      | The Home Depot                       | Home Depot Championships                                |           |
| 2003      | Bank of America                      | Bank of America WTA Tour Championships                  |           |
| 2004      | None                                 | WTA Tour Championships                                  |           |
| 2005–2010 | Sony Ericsson                        | Sony Ericsson Championships                             |           |
| 2011–2013 | BNP Paribas and Türk Ekonomi Bankası | TEB–BNP Paribas WTA Championships Istanbul              | [ 14 ]    |
| 2014–2018 | BNP Paribas and SC Global            | BNP Paribas WTA Finals Singapore presented by SC Global | [ 15 ]    |
| 2019      | Shiseido                             | Shiseido WTA Finals Shenzhen                            | [ 16 ]    |
| 2021      | Akron                                | Akron WTA Finals Guadalajara                            | [ 17 ]    |